# 김용익 (1952년)

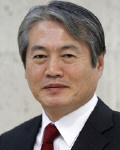

김용익(金容益, 1952년 10월 10일~ )은 대한민국의 의사, 정치인이다. 서울대학교 의과대학 교수로 활동하다가 민주당 비례대표로 제19대 국회의원을 지내고, 2017년 문재인 정부에서 국민건강보험공단 이사장에 역임하였다. 현재 재단법인 돌봄과 미래 이사장이다.

## 학력
- 대전중학교 졸업
- 서울고등학교 졸업
- 서울대학교 의과대학 의학 학사
- 서울대학교 대학원 보건학 석사
- 서울대학교 대학원 예방의학 박사
- 리즈 대학교 대학원 보건학 석사
- 런던 대학교 대학원 보건정책학 박사 후 과정

## 경력
- 1984년~2013년 서울대학교 의과대학 의료관리학교실 교수
- 1987년~현재 인도주의실천의사협의회 회원
- 1994년~1996년 의료보장 통합일원화와 보험적용 확대를 위한 범국민연대회의 집행위원장
- 1998년 의료보험통합추진기획단(보건복지부) 제1분과장
- 1998년~1999년 의약분업 실행위원회(보건복지부) 위원
- 1998년~2012년 대한예방의학회 이사
- 1999년 의약분업 실현을 위한 시민대책위원회 자문위원
- 2003년~2004년 공적노인요양보장추진기획단(보건복지부) 위원장
- 2004년~2005년 대통령자문 고령화 및 미래사회위원회 위원장
- 2004년~2006년 한국보건행정학회 회장
- 2006년~2008년 참여정부 대통령비서실 사회정책수석비서관
- 2010년~현재 사람사는세상 노무현재단 상임운영위원
- 2010년~2012년 건강보험 하나로 시민회의 공동대표
- 2011년 민주통합당 보편적복지특별위원회 위원장
- 2011년~2012년 서울대학교 의학연구원 의료관리학연구소 소장
- 2011년~2012년 (사)한국미래발전연구원 원장
- 2012년 5월~2016년 5월  제19대 새정치민주연합 국회의원 (비례대표), 국회 보건복지위원회 위원
- 2013년 민주당 정책위원회 제4정조 위원장(보건복지, 환경, 노동, 여성가족)
- 2013년 민주당 중앙·지방간 복지재원 분담 조정 및 지방재정 건전화 대책 TF 팀장
- 2013년 민주당(사람다운 생활 보장을 위한)노동 임금 TF 위원
- 2013년 민주당(함께 일하고 함께 돌보는 사회를 위한)일·가족 양립 TF 위원
- 2013년 민주당 진주의료원 정상화 및 공공의료 대책 특별위원회 위원장
- 2013년 민주당 정책위원회 부의장(원내)
- 2013년 국회 공공의료 정상화를 위한 국정조사특별위원회 야당 간사
- 2014년 새정치민주연합 세월호사고대책위원회 제도개선팀 위원
- 2014년 국회 지방자치발전특별위원회 위원
- 2014년국회 기초연금 여·야·정 협의체 및 실무협의체 위원
- 2014년 새정치민주연합 전국직능위원회 부의장
- 2014년 새정치민주연합 의료영리화저지 특별위원회 위원장
- 2015년 국회 국회 공무원연금개혁특별위원회 위원
- 2017년 민주연구원 원장
- 2017년 12월 ~ 2021년 12월 국민건강보험공단 이사장
- 2022년 9월 ~ 현재 재단법인 돌봄과 미래 이사장

## 역대 선거 결과
| 실시년도 | 선거   | 대수 | 직책     | 선거구   | 정당       | 득표수      | 득표율          | 순위         | 당락 | 비고 |
| -------- | ------ | ---- | -------- | -------- | ---------- | ----------- | --------------- | ------------ | ---- | ---- |
| 2012년   | 총선   | 19대 | 국회의원 | 비례대표 | 민주통합당 | 7,777,123표 | \| \| 36.45% \| | 비례대표 6번 |      | 초선 |
|          | 36.45% |      |          |          |            |             |                 |              |      |      |

## 같이 보기
- 대한민국 제19대 국회의원 선거 민주통합당 후보 목록#비례대표
- 대한민국의 대통령비서실 수석비서관

## 저서 및 역서
- [저서] 신영수 외, 지역사회의학 (서울대학교 출판부, 1988)
- [저서] 김용익 외, The Role of Research and Information Systems in Decision-making for the Development of Human Resources for Health (WHO, 1990)
- [저서] 김용익 외, 의료, 좀 더 알아둡시다 (한울출판사, 1993)
- [저서] 심재식 외, 의료, 이렇게 개혁합시다 (생활지혜사, 1994)
- [저서] 김용익 외, 잘못 알려진 건강상식 100 (한울출판사, 1994)
- [저서] 감신 외, 건강증진,보건교육,질병예방 프로그램 평가 (계축문화사, 2004)
- [저서] 김용익, 차상위계층의 의료보장 (국립암센터, 2004)
- [저서] 김용익 외, 복지도시를 만드는 6가지 방법 (석탑, 2010)
- [저서] 김용익 외, 10권의 책으로 노무현을 말하다 (오마이북, 2010)
- [저서] 김용익 외, 시민의 힘으로 출발! 모든 병원비를 국민건강보험 하나로 (밈, 2010)
- [저서] 김용익 외, 그남자 문재인 (리얼텍스트, 2012)
- [저서] 신영수, 김용익 외, 의료관리 (서울대학교출판문화원, 2013)
- [저서] 김용익 외, 대한민국 의료혁명 (살림터, 2015)
- [저서] 신영수, 김용익 외, 의료관리[개정판] (서울대학교출판문화원, 2017)
- [저서] 김용익, 복지의 문법: 부유한 나라의 가난한 정부, 가난한 국민 (한겨레출판, 2022)
- [저서] 김용익, 김용익의 돌봄이야기 (건강미디어협동조합, 2024)
- [엮음] 이정우, 김용익 외, 노무현이 꿈꾼 나라 (동녘, 2010)
- [엮음] 이창곤, 김용익 외, 어떤 복지국가에서 살고 싶은가? (밈, 2010)
- [역서] 신영수, 김용익 외, 인류 모두의 건강을 위한 국가 보건의료체계의 방향 재설정 (한울출판사, 1993)
- [역서] 신영수, 김용익, 김창엽, 지역사회에 기반한 보건의료인력교육 (한울출판사, 1993)
- [역서] 신영수, 김용익, 김창엽, 일차보건의료를 위한 국가보건의료체계의 지원 (한울출판사, 1994)
- [역서] 신영수, 김용익, 김창엽, 건강한 지역사회를 향하여 (한울출판사, 1994)
- [역서] 신영수, 김용익, 김창엽, 농촌과 도시 지역 병원 (한울출판사, 1994)
- [역서] 신영수, 김용익, 김창엽, 보건의료발전을 위한 지역주민참여-새로운 보건의료를 향하여- (한울출판사, 1994)
- [역서] 신영수, 김용익, 김창엽, 도시를 밝혀 본다-개발도상국 도시 보건의료의 개선을 위하여- (한울출판사, 1994)
- [역서] 신영수, 김용익, 김창엽, 일차보건의료를 위한 지역보건의료체계 (한울출판사, 1995)
- [역서] 신영수, 김용익, 김창엽, 도시 보건의료의 위기 (한울출판사, 1995)
- [역서] 신영수, 김용익, 김창엽, 여성의 건강과 인권 (한울출판사, 1995)
- [역서] 신영수, 김용익, 김창엽, 지방화시대의 보건의료정보 (한울출판사, 1996)
- [역서] 신영수, 김용익, 김창엽, 의료비의 최근 추세와 전망 (한울출판사, 1996)
- [역서] 신영수, 김용익, 김창엽, 경제적인 지역보건을 위한 알기 쉬운 비용분석 (한울출판사, 1996)
- [역서] 신영수, 김용익, 김창엽, 의료보장의 기초이론 (한울출판사, 1996)
- [역서] 신영수, 김용익, 김창엽, 의료의 질과 질향상 (한울출판사, 1996)
- [역서] 신영수, 김용익, 김창엽, 암 정복을 위한 국가전략 (한울출판사, 1996)
- [역서] 신영수, 김용익, 김창엽, 의료분야의 여성과 전문식 (한울출판사, 1996)
- [역서] 신영수, 김용익, 김창엽, 지역사회에서의 올바른 건강검진 (한울출판사, 1997)
- [역서] 신영수, 김용익, 김창엽, 일하는 사람의 건강을 위한 세계전략 (한울출판사, 1997)
- [역서] 신영수, 김용익, 김창엽, 지역사회진단을 위한 역학조사의 실제 (한울출판사, 1997)
- [역서] 신영수, 김용익, 김창엽, 국가산업보건제도와 정책 (한울출판사, 1997)
- [역서] 신영수, 김용익, 김창엽, 해외여행과 건강관리 (한울출판사, 1997)
- [역서] 신영수, 김용익, 김창엽, 보건의료개혁에 대한 최근의 논의 (한울출판사, 1998)
- [역서] 신영수, 김용익, 김창엽, 2000년대의 간호와 전망 (한울출판사, 1998)
- [역서] 신영수, 김용익, 김창엽, 건강을 지원하는 환경의 창조 (한울출판사, 1998)
- [역서] 신영수, 김용익, 김창엽, 의학교육의 새로운 방향 (한울출판사, 1999)
- [역서] 신영수, 김용익, 김창엽, 필수의약품과 일차의료 (한울출판사, 1999)